# Promozione 1950-1951 (Lega Interregionale Centro)
La Lega Interregionale Centro fu l'ente della F.I.G.C. che gestì il campionato di Promozione  nella stagione sportiva 1950-1951. La manifestazione fu organizzata dalla Lega Interregionale Centro avente sede a Firenze. Nella giurisdizione della Lega ricadevano le società aventi sede nell'Emilia e nell'Italia centrale.
Il regolamento metteva in palio 4 posti per la Serie C, cioè uno per ciascun girone, mentre molto semplificato rispetto alle precedenti stagioni fu il criterio delle retrocessioni nelle leghe regionali, cui sarebbero andate incontro le squadre piazzatesi oltre la quattordicesima piazza di ogni raggruppamento.

## Aggiornamenti
Elencati tutti in una stessa sezione perché con molti gironi, l'appartenenza di una squadra ad uno o l'altro poteva variare di anno in anno.

### Emilia-Romagna
- Pro Calcio Cento retrocessa in Prima Divisione per collasso finanziario.[3]
- La Società Sportiva Salsomaggiore è stata trasferita nella giurisdizione della Lega Interregionale Nord, su sua richiesta.[4]

### Toscana
L'Poggibonsi e l'Associazione Sportiva Cecina sono state riammesse in Promozione per allargamento dei quadri .

### Lazio
- L'Unione Sportiva Casilina di Roma ha cambiato colori sociali, rinominandosi Società Sportiva Chinotto Neri.
- Le romane Unione Sportiva San Lorenzo e Gruppo Sportivo S.T.E.F.E.R. Roma sono state riammesse in Promozione per allargamento dei quadri.

### Abruzzo
L'Associazione Sportiva Castel di Sangro è fallita ed è stata di conseguenza esclusa dai campionati. Nel 1953 fu fondata nello stesso comune la "Polisportiva C.E.P. Castel di Sangro", con un nuovo titolo sportivo e tradizione completamente estranea alla compagine precedente.

## Girone G

### Classifica finale
|  | Pos. | Squadra            | Pt | G  | V  | N  | P  | GF | GS |
|  | ---- | ------------------ | -- | -- | -- | -- | -- | -- | -- |
|  | 1.   | Ravenna            | 46 | 34 | 19 | 8  | 7  | 63 | 31 |
|  | 2.   | Baracca Lugo       | 44 | 34 | 17 | 10 | 7  | 45 | 30 |
|  | 3.   | Carpi              | 42 | 34 | 16 | 10 | 8  | 68 | 34 |
|  | 4.   | Vigor Senigallia   | 41 | 34 | 17 | 7  | 10 | 64 | 46 |
|  | 5.   | Faenza             | 39 | 34 | 16 | 7  | 11 | 49 | 42 |
|  | 6.   | Portuense          | 37 | 34 | 16 | 5  | 13 | 57 | 40 |
|  | 6.   | Russi              | 37 | 34 | 13 | 11 | 10 | 34 | 36 |
|  | 8.   | Medicinese         | 35 | 34 | 12 | 11 | 11 | 50 | 45 |
|  | 9.   | San Lazzaro        | 33 | 34 | 12 | 9  | 13 | 55 | 58 |
|  | 10.  | Ferrovieri Bologna | 32 | 34 | 11 | 10 | 13 | 58 | 63 |
|  | 11.  | Vis Sauro Pesaro   | 32 | 34 | 12 | 8  | 14 | 42 | 48 |
|  | 12.  | Falconarese        | 32 | 34 | 12 | 8  | 14 | 53 | 51 |
|  | 12.  | Minatori Perticara | 32 | 34 | 12 | 8  | 14 | 41 | 36 |
|  | 14.  | Bondenese          | 32 | 34 | 11 | 10 | 13 | 38 | 47 |
|  | 15.  | Imolese            | 32 | 34 | 14 | 4  | 16 | 50 | 51 |
|  | 16.  | Argentana          | 26 | 34 | 8  | 10 | 16 | 38 | 55 |
|  | 17.  | Fano               | 24 | 34 | 9  | 6  | 19 | 42 | 75 |
|  | 18.  | Massalombarda      | 16 | 34 | 3  | 10 | 21 | 38 | 97 |

Legenda:
      Promosso in Serie C 1951-1952.
      Retrocesso in Prima Divisione 1951-1952.
 Retrocessione diretta.
Note:
Due punti a vittoria, uno a pareggio, zero a sconfitta.
L'Imolese F. Zardi è retrocessa dopo aver perso il girone salvezza contro le altre cinque ex aequo.

### Spareggi retrocessione

#### Classifica finale
|  | Pos. | Squadra            | Pt | G | V | N | P | GF | GS |
|  | ---- | ------------------ | -- | - | - | - | - | -- | -- |
|  | 1.   | Ferrovieri Bologna | 8  | 5 | 3 | 2 | 0 |    |    |
|  | 2.   | Vis Pesaro         | 6  | 5 | 2 | 2 | 1 |    |    |
|  | 3.   | Falconarese        | 5  | 5 | 2 | 1 | 2 |    |    |
|  | 4.   | Minatori Perticara | 5  | 5 | 2 | 1 | 2 |    |    |
|  | 5.   | Bondenese          | 4  | 5 | 2 | 0 | 3 |    |    |
|  | 6.   | Imolese            | 2  | 5 | 0 | 2 | 3 |    |    |

Legenda:
      Retrocesso.
Note:
Due punti a vittoria, uno a pareggio, zero a sconfitta.

#### Risultati
|                  | Risultati |                  | Luogo e data                    |  |
| ---------------- | --------- | ---------------- | ------------------------------- |  |
| Vis Pesaro       | 2-2       | Minatori P.      | Cesena, 24 giugno 1951          |  |
| Falconarese      | ?         | Imolese F. Zardi | Rimini, 5 luglio 1951           |  |
| Ferrovieri B.    | 2-0       | Bondenese        | Lugo di Romagna, 24 giugno 1951 |  |
|                  |           |                  |                                 |  |
| Ferrovieri B.    | ?         | Falconarese      | Rimini, 28 giugno 1951          |  |
| Minatori P.      | ?         | Bondenese        | Ravenna, 28 giugno 1951         |  |
| Imolese F. Zardi | 0-2       | Vis Pesaro       | Forlì, 28 giugno 1951           |  |
|                  |           |                  |                                 |  |
| Vis Pesaro       | 2-2       | Ferrovieri B.    | Rimini, 1º luglio 1951          |  |
| Falconarese      | 1-0       | Bondenese        | Forlì, 1º luglio 1951           |  |
| Minatori P.      | 3-2       | Imolese F. Zardi | Cesena, 1º luglio 1951          |  |
|                  |           |                  |                                 |  |
| Ferrovieri B.    | 1-1       | Imolese F. Zardi | Forlì, 8 luglio 1951            |  |
| Vis Pesaro       | 4-2       | Bondenese        | Ravenna, 8 luglio 1951          |  |
| Falconarese      | 0-1       | Minatori P.      | Lugo, 8 luglio 1951             |  |
|                  |           |                  |                                 |  |
| Ferrovieri B.    | 4-0       | Minatori P.      | Lugo, 15 luglio 1951            |  |
| Bondenese        | 3-1       | Imolese F. Zardi | Modena, 15 luglio 1951          |  |
| Falconarese      | 5-1       | Vis Pesaro       | Forlì, 15 luglio 1951           |  |
|                  |           |                  |                                 |  |

## Girone H

### Classifica finale
|  | Pos. | Squadra            | Pt       | G  | V  | N  | P  | GF | GS |
|  | ---- | ------------------ | -------- | -- | -- | -- | -- | -- | -- |
|  | 1.   | Lanciotto          | 54       | 36 | 23 | 8  | 5  | 90 | 32 |
|  | 2.   | Sangiovannese      | 54       | 36 | 24 | 6  | 6  | 84 | 39 |
|  | 3.   | Colligiana         | 45       | 36 | 20 | 5  | 11 | 79 | 51 |
|  | 4.   | Castelfiorentino   | 41       | 36 | 16 | 9  | 11 | 60 | 44 |
|  | 4.   | Cecina             | 41       | 36 | 15 | 11 | 10 | 59 | 44 |
|  | 6.   | San Carlo Solvay   | 38       | 36 | 15 | 8  | 13 | 65 | 54 |
|  | 6.   | Pescia             | 38       | 36 | 15 | 8  | 13 | 62 | 57 |
|  | 6.   | Pietrasanta        | 38       | 36 | 17 | 4  | 15 | 59 | 80 |
|  | 9.   | Cascina            | 37       | 36 | 14 | 9  | 13 | 46 | 58 |
|  | 10.  | Massese            | 36       | 36 | 14 | 8  | 14 | 62 | 50 |
|  | 11.  | San Vincenzo       | 34       | 36 | 14 | 6  | 16 | 54 | 56 |
|  | 11.  | Fucecchio (-1)     | 34       | 36 | 14 | 7  | 15 | 51 | 54 |
|  | 11.  | Volterrana         | 34       | 36 | 10 | 14 | 12 | 56 | 61 |
|  | 11.  | Sestese            | 34       | 36 | 13 | 8  | 15 | 52 | 62 |
|  | 15.  | Scintilla Riglione | 33       | 36 | 14 | 5  | 17 | 49 | 61 |
|  | 16.  | Poggibonsi         | 29       | 36 | 11 | 7  | 18 | 58 | 66 |
|  | 16.  | Pontassieve        | 29       | 36 | 12 | 5  | 19 | 42 | 64 |
|  | 18.  | Viareggio          | 19       | 36 | 5  | 9  | 22 | 34 | 87 |
|  | 19.  | Ardenza (-2)       | 13       | 36 | 5  | 5  | 26 | 35 | 77 |
|  | ---  | Monsummanese       | Ritirata |    |    |    |    |    |    |

Legenda:
      Promosso in Serie C 1951-1952.
      Retrocesso in Prima Divisione 1951-1952.
 Escluso a campionato in corso.
Note:
Due punti a vittoria, uno a pareggio, zero a sconfitta.
Il Lanciotto Ballerini è stato promosso dopo aver vinto lo spareggio in campo neutro contro la ex aequo Sangiovannese.
L'Ardenza e il Fucecchio sono stati penalizzati con la sottrazione rispettivamente di 2 e 1 punto in classifica.
La Monsummanese è stata sciolta per cessata attività.

### Risultati

#### Spareggio promozione
|           | Risultati |               | Luogo e data            |
| --------- | --------- | ------------- | ----------------------- |
| Lanciotto | 2-0       | Sangiovannese | Firenze, 29 giugno 1951 |
|           |           |               |                         |

## Girone I

### Classifica finale
|  | Pos. | Squadra             | Pt | G  | V  | N  | P  | GF | GS |
|  | ---- | ------------------- | -- | -- | -- | -- | -- | -- | -- |
|  | 1.   | Chinotto Neri       | 52 | 36 | 22 | 8  | 6  | 58 | 36 |
|  | 2.   | Iglesias            | 46 | 36 | 17 | 12 | 7  | 67 | 34 |
|  | 3.   | Montevecchio        | 41 | 36 | 16 | 9  | 11 | 52 | 36 |
|  | 3.   | Albatrastevere      | 41 | 36 | 15 | 11 | 10 | 72 | 58 |
|  | 5.   | Sogene              | 40 | 36 | 15 | 10 | 11 | 54 | 44 |
|  | 6.   | Artiglio            | 39 | 36 | 15 | 9  | 12 | 62 | 51 |
|  | 7.   | Fiamme Azzurre      | 36 | 36 | 13 | 10 | 13 | 63 | 47 |
|  | 7.   | Italcalcio          | 36 | 36 | 14 | 8  | 14 | 60 | 53 |
|  | 7.   | Tivoli (-1)         | 36 | 36 | 13 | 11 | 12 | 48 | 53 |
|  | 7.   | Formia              | 36 | 36 | 13 | 10 | 13 | 48 | 43 |
|  | 7.   | Ilvarsenal          | 36 | 36 | 15 | 6  | 15 | 43 | 51 |
|  | 7.   | San Lorenzo Roma    | 36 | 36 | 15 | 6  | 15 | 47 | 56 |
|  | 13.  | Civitavecchiese     | 35 | 36 | 13 | 9  | 14 | 42 | 42 |
|  | 13.  | Monreale Italpiombo | 35 | 36 | 14 | 7  | 15 | 45 | 61 |
|  | 15.  | STEFER Roma         | 30 | 36 | 11 | 8  | 17 | 58 | 73 |
|  | 16.  | Fondana             | 29 | 36 | 8  | 13 | 15 | 45 | 67 |
|  | 17.  | Poligrafico Roma    | 28 | 36 | 11 | 6  | 19 | 47 | 62 |
|  | 18.  | Romana Gas (-1)     | 27 | 36 | 12 | 4  | 20 | 57 | 72 |
|  | 19.  | ALMAS               | 23 | 36 | 8  | 7  | 21 | 54 | 83 |

Legenda:
      Promosso in Serie C 1951-1952.
      Retrocesso in Prima Divisione 1951-1952.
Note:
Due punti a vittoria, uno a pareggio, zero a sconfitta.
Romana Gas e Tivoli penalizzati con la sottrazione 1 punto in classifica.

## Girone L

### Classifica finale
|  | Pos. | Squadra                   | Pt | G  | V  | N  | P  | GF | GS |
|  | ---- | ------------------------- | -- | -- | -- | -- | -- | -- | -- |
|  | 1.   | Chieti                    | 50 | 34 | 20 | 10 | 4  | 63 | 28 |
|  | 2.   | Pescara                   | 49 | 34 | 20 | 9  | 5  | 70 | 32 |
|  | 3.   | Forza e Coraggio Avezzano | 44 | 34 | 21 | 2  | 11 | 61 | 45 |
|  | 4.   | Fabriano                  | 42 | 34 | 16 | 10 | 8  | 68 | 44 |
|  | 5.   | Castelfidardo             | 41 | 34 | 18 | 5  | 11 | 64 | 40 |
|  | 6.   | L'Aquila                  | 39 | 34 | 18 | 3  | 13 | 52 | 51 |
|  | 7.   | Marsciano                 | 38 | 34 | 16 | 6  | 12 | 56 | 40 |
|  | 8.   | Sora                      | 33 | 34 | 13 | 7  | 14 | 56 | 57 |
|  | 8.   | Ternana                   | 33 | 34 | 14 | 5  | 15 | 44 | 51 |
|  | 10.  | Ascoli                    | 31 | 34 | 12 | 7  | 15 | 28 | 34 |
|  | 10.  | Frosinone                 | 31 | 34 | 12 | 7  | 15 | 34 | 41 |
|  | 12.  | Sulmona                   | 30 | 34 | 9  | 12 | 13 | 55 | 53 |
|  | 12.  | Città di Castello         | 30 | 34 | 13 | 4  | 17 | 51 | 55 |
|  | 14.  | Vastese                   | 29 | 34 | 13 | 3  | 18 | 36 | 50 |
|  | 15.  | Virtus Lanciano           | 29 | 34 | 12 | 5  | 17 | 58 | 71 |
|  | 16.  | Roseto                    | 27 | 34 | 10 | 7  | 17 | 52 | 66 |
|  | 17.  | Teramo                    | 26 | 34 | 9  | 8  | 17 | 39 | 52 |
|  | 18.  | Tolentino                 | 10 | 34 | 2  | 6  | 26 | 17 | 94 |

Legenda:
      Promosso in Serie C 1951-1952.
      Retrocesso in Promozione 1951-1952.
 Retrocessione diretta.
Note:
Due punti a vittoria, uno a pareggio, zero a sconfitta.
Lanciano retrocesso dopo aver perso lo spareggio salvezza contro la ex aequo Vastese.

### Spareggi salvezza
L'ulteriore spareggio fu una ripetizione, necessaria secondo le regole del periodo.
|           | Risultati |          | Luogo e data            |
| --------- | --------- | -------- | ----------------------- |
| Pro Vasto | 3-3 (dts) | Lanciano | Pescara, 24 giugno 1951 |
|           |           |          |                         |
| Vastese   | 1-0       | Lanciano | Pescara, 1º luglio 1951 |
|           |           |          |                         |